# Ѡ
Ѡ, ѡ (ômega) é uma letra do antigo alfabeto cirílico, originária da letra grega homônima (Ω, ω).